# Chenac-Saint-Seurin-d’Uzet
Chenac-Saint-Seurin-d’Uzet település Franciaországban, Charente-Maritime megyében. Lakosainak száma 595 fő (2022. január 1.). Chenac-Saint-Seurin-d’Uzet Barzan, Épargnes, Mortagne-sur-Gironde, Virollet és Jau-Dignac-et-Loirac községekkel határos.

## Népesség
A település népességének változása:
| Lakosok száma | 795  | 667  | 599  | 590  | 582  | 583  | 594  | 598  | 592  | 595  |
|               | 1968 | 1982 | 1990 | 2006 | 2013 | 2015 | 2017 | 2019 | 2020 | 2022 |